# Grangues
Grangues je francouzská obec v departementu Calvados v regionu Normandie. Žije zde 289 obyvatel.

## Geografie

### Sousední obce
| Růžice kompasu | Dives-sur-Mer        |          | Gonneville-sur-Mer | Růžice kompasu |
| Růžice kompasu | Périers-en-Auge      | Sever    | Douville-en-Auge   | Růžice kompasu |
| Růžice kompasu | Périers-en-Auge      | Grangues | Douville-en-Auge   | Růžice kompasu |
| Růžice kompasu | Périers-en-Auge      | Jih      | Douville-en-Auge   | Růžice kompasu |
| Růžice kompasu | Cricqueville-en-Auge | Dozulé   | Angerville         | Růžice kompasu |